# San Isidro, Santa María Tonameca
San Isidro är en ort i Mexiko.   Den ligger i kommunen Santa María Tonameca och delstaten Oaxaca, i den sydöstra delen av landet, 500 km sydost om huvudstaden Mexico City. San Isidro ligger 213 meter över havet och antalet invånare är 262.
Terrängen runt San Isidro är lite bergig. Runt San Isidro är det ganska glesbefolkat, med 42 invånare per kvadratkilometer. Närmaste större samhälle är San Juanito o la Botija, 9,3 km söder om San Isidro. I omgivningarna runt San Isidro växer i huvudsak lövfällande lövskog.